# Paulo Afonso (microregio)
Paulo Afonso is een van de 32 microregio's van de Braziliaanse deelstaat Bahia. Zij ligt in de mesoregio Vale São-Franciscano da Bahia en grenst aan de deelstaten Pernambuco in het noorden en noordoosten en Alagoas en Sergipe in het oosten, de mesoregio Nordeste Baiano in het zuiden en de microregio Juazeiro in het westen. De microregio heeft een oppervlakte van ca. 12.172 km². Midden 2004 werd het inwoneraantal geschat op 159.084.
Zes gemeenten behoren tot deze microregio:
- Abaré
- Chorrochó
- Glória
- Macururé
- Paulo Afonso
- Rodelas

Mesoregio's: Centro-Norte Baiano · Centro-Sul Baiano · Extremo Oeste Baiano · Metropolitana de Salvador · Nordeste Baiano · Sul Baiano · Vale São-Franciscano da Bahia

Microregio's: Alagoinhas · Barra · Barreiras · Bom Jesus da Lapa · Boquira · Brumado · Catu · Cotegipe · Entre Rios · Euclides da Cunha · Feira de Santana · Guanambi · Ilhéus-Itabuna · Irecê · Itaberaba · Itapetinga · Jacobina · Jequié · Jeremoabo · Juazeiro · Livramento do Brumado · Paulo Afonso · Porto Seguro · Ribeira do Pombal · Salvador · Santa Maria da Vitória · Santo Antônio de Jesus · Seabra · Senhor do Bonfim · Serrinha · Valença · Vitória da Conquista